# Kauhsen WK
Kauhsen WK – samochód Formuły 1 zespołu Kauhsen na sezon 1979. Wziął udział w dwóch Grand Prix, ale nie zakwalifikował się do żadnego wyścigu.

## Tło
W 1977 roku właściciel zespołu Formuły 2, Willi Kauhsen, zapragnął wprowadzić swój zespół do Formuły 1 na sezon 1978. Ze względu na brak czasu Kauhsen miał zamiar zakupić gotowy samochód; negocjowano z Kojimą, ale ze względów logistycznych do zakupu nie doszło. Mimo tego niepowodzenia Kauhsen nadal zamierzał wystawić swój zespół w Formule 1, tym razem sezon później. Zdając sobie sprawę z konieczności zbudowania własnego samochodu Niemiec zatrudnił między innymi profesorów Uniwersytetu Nauk Stosowanych w Akwizgranie (Carla Cramera, Hansa J. Gerhardta i Eduarda Jägera), a także specjalistę ds. aerodynamiki Klausa Kapitzę oraz projektanta Kurta Chabeka.

## Konstrukcja
Mając odpowiednie zaplecze zespół mógł przystąpić do konstruowania własnego samochodu; prace nad nim rozpoczęły się w 1978 roku. Projekt samochodu opierał się na Lotusie 78. Jesienią 1978 roku wybudowano pierwszy prototyp o oznaczoneniu WK001. Był on napędzany silnikiem Ford Cosworth DFV. Wprawdzie początkowo Kauhsen chciał zastosować silniki Alfa Romeo V12, ale ze względu na stosowanie ich przez Brabhama oraz plany Alfy Romeo polegające na wystawieniu swojego zespołu w Formule 1 Kauhsen zarzucił ten pomysł. Model był wyposażony w pięciobiegową skrzynię biegów konstrukcji Hewlanda (w tamtym okresie większość zespołów używała skrzyń sześciobiegowych). Charakterystyczne dla prototypu były takie cechy jak: bardzo krótki rozstaw osi, wysunięty do przodu tylny spojler czy chłodnice znajdujące się w bocznych sekcjach. Konstrukcja pojazdu uniemożliwiała uzyskanie efektu przypowierzchniowego.
Widząc braki rozwijano model, przez co powstały jego kolejne odmiany, a głównym celem było uzyskanie efektu przypowierzchniowego. Modele WK002 i WK003 różniły się od WK001 tylko w szczegółach. WK004 nie miał spojlera wysuniętego do przodu a konwencjonalnie (za osią tylną), chociaż ze względu na konstrukcję podwozia (m.in. złe umieszczenie kolektorów wydechowych i zbiorników) nadal nie uzyskano efektu przypowierzchniowego. Odmiana WK005 była wyraźnie dłuższa i miała podwozie umożliwiające uzyskanie efektu przypowierzchniowego.

## WK w wyścigach
Testy samochodu rozpoczęły się w listopadzie 1978 roku, a brali w nich udział Gianfranco Brancatelli, Harald Ertl i Patrick Nève.
Na początku kwietnia 1979 roku Kauhsen wziął udział w jednym wyścigu cyklu Aurora F1, znanego także jako Brytyjska Formuła 1. Brancatelli w zawodach na torze Circuit Zolder zakwalifikował się na ósmym miejscu, ale odpadł z wyścigu na drugim okrążeniu.
W Formule 1 Kauhsen zadebiutował podczas Grand Prix Hiszpanii 1979, na które przywieziono modele WK004 oraz WK005 (WK005 jako samochód zastępczy). Z powodu niezapłacenia firmie Goodyear całej należności za opony zespół otrzymał stare ogumienie. Z powodu niemożności odpalenia wersji WK004 Brancatelli wziął udział w kwalifikacjach na modelu WK005. W kwalifikacjach zajął ostatnie miejsce ze stratą prawie 5 sekund do premiowanej startem w wyścigu 24 pozycji. Ponadto po Grand Prix Hiszpanii z zespołu odszedł Kurt Chabek.
W Grand Prix Belgii skorzystano tylko z modelu WK005. W sesji kwalifikacyjnej pojawiły się problemy ze sprzęgłem. Brancatelli ponownie nie zakwalifikował się do wyścigu, tracąc do premiowanego startem w wyścigu miejsca 9 sekund.
Po Grand Prix Belgii Kauhsen wycofał się z Formuły 1.

## Spuścizna
Latem 1979 roku Kauhsen sprzedał samochody i infrastrukturę zespołu Arturo Merzario, który wystawiał własny zespół pod nazwą Merzario. Samochody Merzario A4 były oparte na Kauhsenach WK, a w ich projektowaniu pomagał Giampaolo Dallara. Merzario użył modelu A4 w 7 Grand Prix, ale ani razu się nie zakwalifikował.
Dydo Monguzzi, inżynier pracujący w firmie Dywa, zastosował rozwiązanie tylnego spojlera z Kauhsena WK001 w modelu Dywa 010, który jednak nigdy nie wziął udziału w wyścigu.

## Wyniki w Formule 1
| Legenda oznaczeń w tabelach wyników Wyświetl szablon na nowej stronie | Legenda oznaczeń w tabelach wyników Wyświetl szablon na nowej stronie                                                                     |
| Oznaczenie                                                            | Wyjaśnienie |
| --------------------------------------------------------------------- | --- |
| Złoty                                                                 | Zwycięzca lub mistrzostwo |
| Srebrny                                                               | 2. miejsce lub wicemistrzostwo |
| Brązowy                                                               | 3. miejsce lub II wicemistrzostwo |
| Zielony                                                               | Ukończył, punktował (w klasyfikacji generalnej, gdy zdobył co najmniej jeden punkt na przestrzeni sezonu, poza trzema powyższymi opcjami) |
| Niebieski                                                             | Ukończył, nie punktował (w klasyfikacji generalnej, gdy nie zdobył co najmniej jednego punktu na przestrzeni sezonu)                      |
| Czerwony                                                              | Nie zakwalifikował się (NZ) |
| Czerwony                                                              | Nie prekwalifikował się (NPK) |
| Różowy                                                                | Nie ukończył (NU) |
| Różowy                                                                | Niesklasyfikowany (NS) (w klasyfikacji generalnej, gdy nie został sklasyfikowany w żadnym wyścigu sezonu)                                 |
| Czarny                                                                | Zdyskwalifikowany (DK) |
| Czarny                                                                | Wykluczony (WYK/EX) |
| Biały                                                                 | Nie wystartował (NW) |
| Biały                                                                 | Kontuzjowany (K/INJ) |
| Biały                                                                 | Wyścig odwołany (OD/C) |
| Bez koloru                                                            | Został wycofany (WYC/WD) |
| Bez koloru                                                            | Nie przybył (NP/DNA) |
| Bez koloru                                                            | Nie brał udziału w treningach (NT/DNP) |
| Bez koloru                                                            | Nie został zgłoszony (–) |
| Pogrubienie                                                           | Start z pole position |
| Kursywa                                                               | Najszybsze okrążenie wyścigu |
| †                                                                     | Nie ukończył, ale jego rezultat został zaliczony ze względu na przejechanie więcej niż 90% dystansu wyścigu.                              |
| *                                                                     | Sezon w trakcie |
| 1/2/3                                                                 | Punktowana pozycja w sprincie kwalifikacyjnym                                                                                             |
| Lista systemów punktacji Formuły 1                                    | |

| Sezon | Zespół                    | Silnik      | Opony | Kierowcy               | 1   | 2   | 3   | 4   | 5   | 6   | 7   | 8   | 9   | 10  | 11  | 12  | 13  | 14  | 15  | Pkt. | Msc. |
| ----- | ------------------------- | ----------- | ----- | ---------------------- | --- | --- | --- | --- | --- | --- | --- | --- | --- | --- | --- | --- | --- | --- | --- | ---- | ---- |
| 1979  | Willi Kauhsen Racing Team | Ford DFV V8 | G     |                        | ARG | BRA | RSA | USW | ESP | BEL | MON | FRA | GBR | DEU | AUT | NED | ITA | CAN | USA | 0    | –    |
| 1979  | Willi Kauhsen Racing Team | Ford DFV V8 | G     | Gianfranco Brancatelli |     |     |     |     | NZ  | NZ  |     |     |     |     |     |     |     |     |     | 0    | –    |